# Erich Ludendorff
Erich Friedrich Wilhelm Ludendorff, född den 9 april 1865 i Kruszewnia, i närheten av Schwersenz, död den 20 december 1937 i Tutzing, var en tysk general och nationalistisk politiker under Weimarrepubliken. Ludendorff var en av de ledande militärerna under första världskriget med ett avgörande inflytande på Tysklands krigspolitik 1916–1918. Han var äldre bror till Hans Ludendorff.

## Tidig karriär
Ludendorff inledde sin officerskarriär 1882 vid infanteriet, 1895 blev han generalstabsofficer, 1906 lärare vid krigsakademin och 1908 överstelöjtnant och chef för operationsavdelningen i stora generalstaben. Som sådan yrkade han 1911 på uppsättandet av tre nya armékårer, vilket inte vann gehör hos regeringen varpå Ludendorff lämnade generalstaben. Han utnämndes till överste och regementschef istället. I april 1914 blev han generalmajor och chef för 85:e infanteribrigaden i Strassburg.

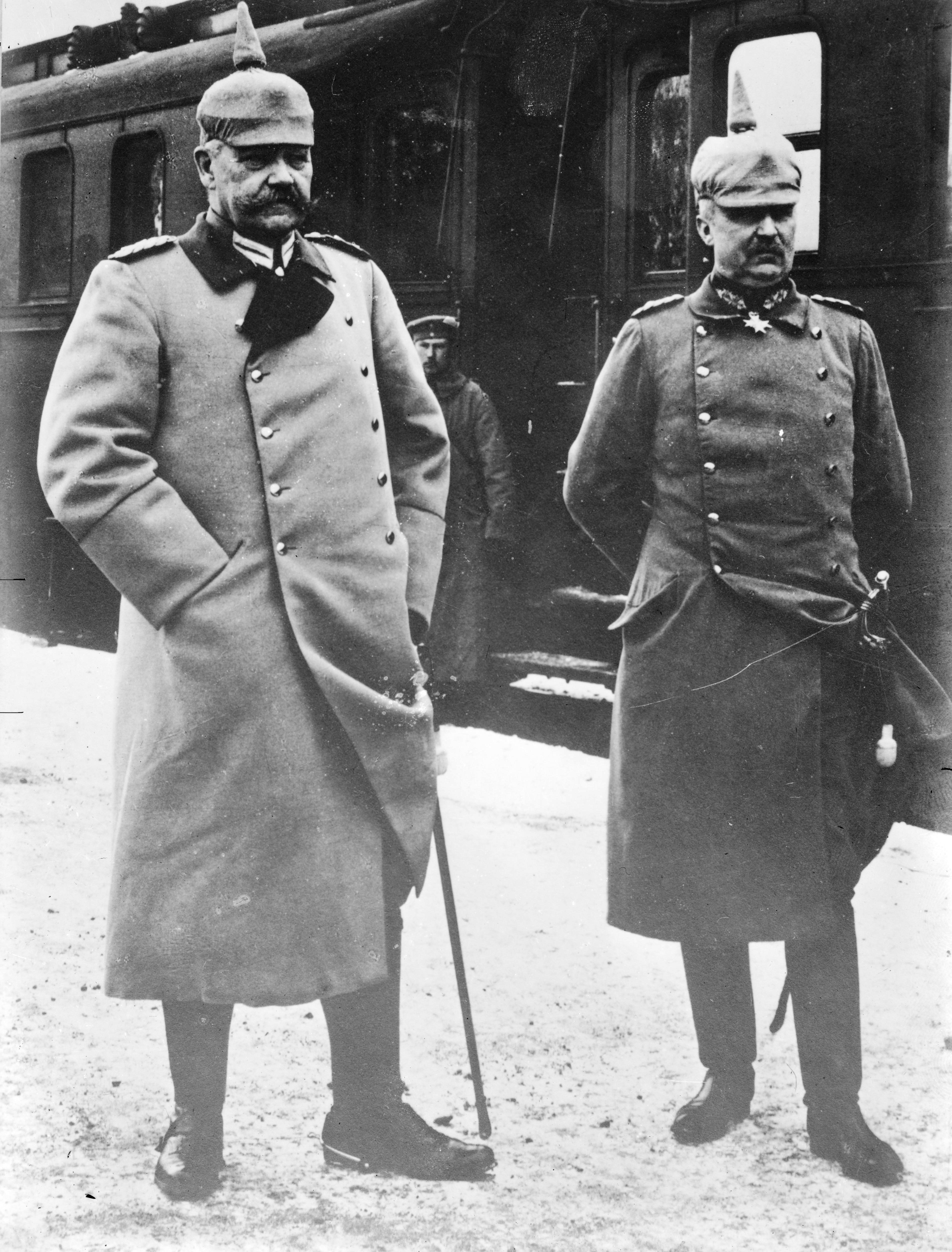
Erich Ludendorff (till höger) och Paul von Hindenburg under första världskriget.

## Första världskriget
Vid första världskrigets år 1914 utbrott blev Ludendorff överkvartermästare (stabschef) vid 2:a armén (Karl von Bülow) och åtföljde som förbindelseofficer Maasarmén (Otto von Emmich) vid dennas inmarsch i Belgien. Vid erövringen av den belgiska fästningsstaden Liège visade Ludendorff stor initiativförmåga då han den 5 augusti 1914 självmant tog befäl över en infanteribrigad, vars chef stupat, och trängde genom fortens mellanrum in i staden. Åtföljd av endast en adjutant begav han sig till citadellet vars besättning förmåddes ge sig fången. Härigenom blev Ludendorff uppmärksammad och känd för den tyska allmänheten.
När de tyska motgångarna i Ostpreussen fick generalstabschefen von Moltke att se sig om efter en ny ledning för 8:e armén valde han Ludendorff som stabschef under den pensionerade generalöversten Paul von Hindenburg. Den 22 augusti 1914 började deras samarbete som fortsatte när Hindenburg blev överbefälhavare på tyska östfronten. I november 1914 befordrades Ludendorff till generallöjtnant. Vid Hindenburgs utnämning till generalstabschef i augusti 1916 blev Ludendorff, som samtidigt befordrades till general av infanteriet, hans förste generalkvartermästare och kvarstod som sådan till den 26 oktober 1918.
Ludendorff och Hindenburg anlände således till 8:e armén i Ostpreussen lagom för att leda styrkorna i slaget vid Tannenberg den 31 augusti 1914 där en hel rysk armé besegrades. Segern följdes upp med slaget vid de Masuriska sjöarna.
Erich von Falkenhayn tvingades avgå som chef för generalstaben, Oberste Heeresleitung (OHL), i november 1916 efter det strategiska misslyckandet i slaget vid Verdun. Parhästarna Hindenburg och Ludendorff tog över det fulla ansvaret för krigföringen. De hade en betydligt starkare ställning än företrädarna von Falkenhayn och von Moltke.
År 1918 misslyckades den av Ludendorff ledda våroffensivens. Under hundradagarsoffensiven på västfronten blev trycket på tyskarna stort. Det som enligt Ludendorff var avgörande var det katastrofala Slaget vid Amiens på västfronten den 8 augusti, av honom kallat den tyska arméns svarta dag (Der 8. August ist der schwarze Tag des deutschen Heeres). Motgångarna fortsatte under offensiven och Ludendorff krävde plötsligt den 29 september 1918 att Tyskland omedelbart skulle inleda förhandlingar om vapenstillestånd. För att förekomma den amerikanske presidenten Woodrow Wilsons fredsvillkor för Tyskland föranstaltade han också att en ny regering skulle bildas efter parlamentaristiska grundprinciper. Kravet om vapenstilleståndsförhandlingar efterkoms av den nybildade regeringen, under den liberale prins Max av Baden, samtidigt som det inom regeringskretsen väcktes en ökande misstro mot Ludendorffs person, då han den 25 oktober lika bestämt fordrade att förhandlingarna skulle avbrytas och ett upprop om krig till det yttersta utfärdas. Regeringens svar blev avböjande. Därför avgick Ludendorff den 26 oktober.
I samband med vapenstilleståndet flydde Ludendorff den 11 november 1918 till Sverige med falskt pass. Han bodde i Hässleholm som gäst hos Ragnar Olson på Hässleholmsgården. Där nedtecknade Ludendorff sina krigsminnen.  Försvarsskriften översattes 1919 till svenska av Sven Hedin. Efter hot om våldshandlingar från vänsteraktivisters sida tvingades Ludendorff lämna landet. I samband med detta skrev Hjalmar Branting ett brev till aktivisterna där partiordföranden manade till besinning. I februari 1919 återvände Ludendorff till Tyskland.

## Mellankrigstiden
Ludendorff var en av upphovsmännen till den så kallade dolkstötslegenden, det vill säga teorin om att de tyska stridskrafterna var obesegrade, och att det tyska nederlaget berodde på opatriotiska och socialistiska krafter på hemmafronten, som genom förräderi huggit en "dolk" i ryggen på armén. Denna teori har dock avfärdats; Tysklands offensiva stridskrafter var vid slutet av 1918 uttömda, och efter USA:s inträde i kriget 1917 handlade frågan om den tyska kapitulationens endast om tidpunkten; sannolikt ville Ludendorff genom denna myt endast avhända sig sitt eget ansvar för det inträffade. Ludendorff var mycket väl medveten om att Tyskland inte längre hade några möjligheter att vinna kriget. Däremot menade han att Tyskland genom att hålla ut längre hade kunnat förhandla sig till en bättre fred.
På 1920-talet gav sig Ludendorff in i politiken och kom i lag med Nationalsocialistiska tyska arbetarepartiet (NSDAP), och tillsammans med ledaren Adolf Hitler försökte han genomföra en statskupp den 9 november 1923, den så kallade ölkällarkuppen i München. Efter att ha sluppit straff i den efterföljande rättegången valdes Ludendorff 1924 in i riksdagen för Nationalsozialistische Freiheitspartei, tillsammans med bland andra Gregor Strasser och Ernst Röhm, och blev ledare för de tysk-folkliga i partiet. 
År 1925 ställde han med Hitlers stöd upp i presidentvalet mot Hindenburg, men förlorade stort (Ludendorff erhöll bara omkring 1 % av rösterna). Efter att ha samarbetat med Hitler såg han vid 1930-talets början denne som den allra största faran för Tyskland, och varnade sin gamle chef, rikspresident Hindenburg, för att utse Hitler till rikskansler. Senare återknöt han dock banden med Hitler. År 1939 utkom postumt Die Judenmacht: ihr Wesen und Ende skriven av Erich och Mathilde Ludendorff.

### Böcker
- Meine Kriegserinnerungen 1914–1918. Berlin 1919, 1936.
- Urkunden der Obersten Heeresleitung über ihre Tätigkeit 1916–1918. Ludendorffs Verlag, München 1922.
- Kriegführung und Politik. Mittler, Berlin 1923.
- Vernichtung der Freimaurerei durch Enthüllung ihrer Geheimnisse. Ludendorffs Verlag, München 1927, 1940.
- Kriegshetze und Völkermorden in den letzten 150 Jahren. Ludendorffs Verlag, München 1928, 1939.
- Das Geheimnis der Jesuitenmacht und ihr Ende. Med Mathilde Ludendorff, Ludendorffs Verlag, München 1929, 1934.
- Weltkrieg droht auf deutschem Boden. Ludendorffs Verlag, München 1930.
- Mein militärischer Werdegang. Blätter der Erinnerung an unser stolzes Heer. Ludendorffs Verlag, München 1933.
- Eine Auswahl aus den militärischen Schriften. Quelle & Meyer, Leipzig 1935.
- Der totale Krieg. Ludendorffs Verlag, München 1935.
- Mathilde Ludendorff – ihr Werk und Wirken. Ludendorff med medarbetare, Ludendorffs Verlag, München 1937.
- Auf dem Weg zur Feldherrnhalle. Lebenserinnerungen an die Zeit des 9. November 1923. Ludendorffs Verlag, München 1937.
- Die Judenmacht, ihr Wesen und Ende. Mit Mathilde Ludendorff, Ludendorffs Verlag, München 1939.
- Vom Feldherrn zum Weltrevolutionär und Wegbereiter deutscher Volksschöpfung. (Lebenserinnerungen, 3 Bände) Ludendorffs Verlag, München 1940.

### Mindre skrifter, periodika
- Wie der Weltkrieg 1914 „gemacht“ wurde. Völkischer Verlag, München 1934.
- Die Revolution von oben. Das Kriegsende und die Vorgänge beim Waffenstillstand. Zwei Vorträge. Karl Rohm, Lorch 1926.
- Gefesselte Arbeitskraft. Ludendorffs Verlag, München 1931.
- Der Rettungsweg; Weg mit Goldwährung und Börse. Ludendorff-Buchhandlung, Hamburg 1931.
- Meine Kampfziele. Ludendorffs Verlag, München 1932.
- Schändliche Geheimnisse der Hochgrade. Ludendorffs Verlag, München 1932.
- Weihnachten im Lichte der Rasseerkenntnis. Med Mathilde Ludendorff, Ludendorffs Verlag, München 1933.
- Das Marne-Drama. Der Fall Moltke-Hentsch. Ludendorffs Verlag, München 1934.
- Des Volkes Schicksal in christlichen Bildwerken. Ludendorffs Verlag, München 1934.
- Tannenberg. Zum 20. Jahrestag der Schlacht. Ludendorffs Verlag, München 1934.
- Die politischen Hintergründe des 9. November 1923. Ludendorffs Verlag, München 1934.
- Dirne Kriegsgeschichte vor dem Gericht des Weltkrieges. Ludendorffs Verlag, München 1934.
- Deutsche Abwehr. Antisemitismus gegen Antigojismus. Ludendorffs Verlag, München 1934.
- Über Unbotmäßigkeit im Kriege. Ludendorffs Verlag, München 1935.
- Französische Fälschung meiner Denkschrift von 1912 über den drohenden Krieg. Ludendorffs Verlag, München 1935.
- Judengeständnis: Völkerzerstörung durch Christentum. Ludendorffs Verlag, München 1936.
- Das große Entsetzen. Die Bibel nicht Gottes Wort. Med Mathilde Ludendorff, Ludendorffs Verlag, München 1936.
- Abgeblitzt! Antworten auf Theologengestammel über „Das große Entsetzen“. (Utgivare och författare) Ludendorffs Verlag, München 1936.
- Tannenberg. Geschichtliche Wahrheit über die Schlacht. Ludendorffs Verlag, München 1939.
- Feldherrnworte. Ludendorffs Verlag, München 1938–1940.
- Ludendorffs Volkswarte, Wochenzeitung, 1929-1933 i München, som ansvarig utgivare
- Am heiligen Quell Deutscher Kraft 1930 bis 1939, München.

### Samtida skrifter om Erich Ludendorff
- Margarethe Ludendorff: Als ich Ludendorff's Frau war. Drei Masken Verlag, München 1929.
- Karl Tschuppik: Ludendorff. Die Tragödie des Fachmanns. Verlag Hans Epstein, Wien und Leipzig 1931.
- Ludendorff und der drohende Weltkrieg. Das nat.-soz. Problem. Rohm, Lorch 1931.
- Kurt Fügner: General Ludendorff im Feuer vor Lüttich und an der Feldherrnhalle in München 1935.
- Mathilde Ludendorff und Mitarbeiter: Erich Ludendorff – Sein Wesen und Schaffen. Ludendorffs Verlag, München 1938.
- Ludendorff, Erich s. Geburtstag, Zum 75., des Feldherrn Erich Ludendorff am 9. Ostermonds. 1940.